# Ruta Nacional 177 (Argentina)
La Ruta Nacional 177 es una carretera argentina, que se encuentra en el Departamento Constitución, en el sudeste de la provincia de Santa Fe. En su recorrido de 7,8 kilómetros asfaltados, marcado en rojo en el mapa adjunto, se extiende desde el empalme con la Ruta Provincial 21 en la ciudad de Villa Constitución hasta el km 246 de la Ruta Nacional 9, también conocida como autopista Buenos Aires-Rosario en este tramo. Fue terminada en 1954 e inaugurada por el entonces gobernador Luis Cárcamo.

## Traza antigua
Antiguamente esta ruta se extendía 155 km desde la ciudad mencionada hasta la Ruta Nacional 8 atravesando el sur santafesino. Mediante el Decreto Nacional 1595 del año 1979  esta ruta pasó a jurisdicción provincial. Actualmente este tramo conforma la Ruta Provincial 90 y pasa (de este a oeste) por las localidades de Godoy, Máximo Paz, Alcorta, Melincué y Elortondo. La traza está marcada en verde en el mapa adjunto.